# Bourdotiella
Bourdotiella is een geslacht van schimmels uit de orde Polyporales. De typesoort is Bourdotiella complicata.

## Soorten
Volgens Index Fungorum telt dit geslacht twee soorten (peildatum september 2023):
| Soortnaam               | Auteur(s)                           | Publicatiejaar |
| ----------------------- | ----------------------------------- | -------------- |
| Bourdotiella complicata | Duhem & Schultheis                  | 2011           |
| Bourdotiella crustula   | (L.W. Mill.) K.H. Larss. & Ryvarden | 2020           |